# Bedford (Texas)
Bedford è un comune degli Stati Uniti d'America, situato in Texas, nella contea di Tarrant. Si tratta di un sobborgo di Fort Worth. A Bedford ha sede la Daystar Television Network.